# Begonia tetrandra
Espèce
Statut de conservation UICN

 VU D2 : Vulnérable
Begonia tetrandra est une espèce de plantes de la famille des Begoniaceae.
L'espèce fait partie de la section Semibegoniella.
Elle a été décrite en 1949 par Edgar Irmscher (1887-1968).

## Répartition géographique
Cette espèce est originaire des pays suivants : Équateur ; Pérou.